# Jesse Carmichael
Jesse Carmichael (Boulder, Colorado, 2 de abril de 1979) es un músico estadounidense, conocido por formar parte del grupo de rock-pop Maroon 5 . Se mudó con su familia a Los Ángeles cuando estaba en edad escolar, comenzando a tocar la guitarra en la secundaria. Junto con sus amigos Adam Levine, Ryan Dusick y Mickey Madden formaron el grupo Kara's Flowers en 1994, con influencias de grupos como Pearl Jam y Nirvana.
Kara's Flowers firmó un contrato con Reprise Records y produjo el álbum The Fourth World. El álbum tuvo poco éxito lo cual llevó a la disolución del grupo. Levine y Carmichael asistieron a Five Towns College en Long Island. Sin embargo, Levine y Carmichael sólo duraron un semestre en la universidad antes de la deserción y de su regreso a California, luego de lo cual los dos habían adquirido experiencia en composición y Jesse cambió su instrumento musical por el teclado.
Los miembros de Kara's Flowers finalmente se reunieron y con la adición de James Valentine como guitarrista, formaron la banda Maroon 5. Con la banda, lanzaron su primer álbum, Songs About Jane en junio de 2002, que tuvo buenas ventas los años siguientes y alcanzó la distinción de Disco de platino en 2004. Tuvieron varios cortes de difusión exitosos, ganaron hasta la fecha 2 premios Grammy, y realizaron varias giras para promocionar este disco, así como sus sucesores It Won't Be Soon Before Long (2007) y Hands All Over (2010).
El 8 de marzo de 2012, previo al lanzamiento del cuarto disco de Maroon 5, Overexposed, se anunció que Carmichael tomaría un descanso temporario de la banda para dedicarse a sus estudios de música, de reiki y meditación. P. J. Morton, el teclista que solía acompañar a la banda en las giras, tomó su lugar desde esa fecha en adelante. Jesse anunció que volvería a la banda cuando decidieran sacar su quinto álbum de estudio.